# Ortlieb (mitologia)
Ortlieb è il figlio di Crimilde (Gudrun) e di Attila (Atli) ed è una figura minore nella leggenda e nella letteratura eroica germanica.
Viene nominato definitivamente nel Nibelungenlied. Qui viene decapitato da Hagen, dopo che quest'ultimo ha saputo dell'attacco di Bleda ai Burgundi, che Crimilde aveva esortato a intraprendere. Dopo che Crimilde ha decapitato il proprio fratello Gunther, Hagen viene a sua volta decapitato da Crimilde dopo che lo ha costretto a rivelare l'ubicazione del tesoro dei Nibelunghi.
Anche nella Saga di Þiðreks viene ucciso da Hagen (Högni) nella sala, dopo averlo provocato seguendo il consiglio della madre. Questo dà inizio a una feroce lotta. Crimilde stessa viene poi uccisa dopo che Thidrek, infuriato, la vede controllare se i suoi fratelli sono morti infilando pezzi di legno infuocato nelle loro bocche. Allo stesso modo, negli Heldenbücher fa provocare il figlio da Hagen, che lo uccide, provocando uno scoppio di ostilità in cui muoiono molti eroi. Quando Dietrich fa prigionieri Gunther e Hagen, taglia loro la testa e Dietrich la fa a pezzi.